# Comune di Gedved
Il comune di Gedved , fino al 1º gennaio 2007 è stato un comune danese situato nella Contea di Vejle; il comune aveva una popolazione di 10 339 abitanti (2006) e una superficie di 151 km². Capoluogo era la cittadina omonima.
Dal 1º gennaio 2007, con l'entrata in vigore della riforma amministrativa, il comune è stato soppresso e accorpato, insieme al comune di Brædstrup, al riformato comune di Horsens.